# Ventania
Ventania este un oraș în Paraná (PR), Brazilia.